# Ruta de Rhode Island 12
La Ruta de Rhode Island 12, y abreviada R.I. 12 (en inglés: Rhode Island Route 12) es una carretera estatal estadounidense ubicada en el estado de Rhode Island. La carretera inicia en el Oeste desde la Ruta 102     en Foster hacia el Este en Broad Street en Cranston. La carretera tiene una longitud de 27.5 km (17.1 mi).

## Mantenimiento
Al igual que las autopistas interestatales, y las rutas federales y el resto de carreteras estatales, la Ruta de Rhode Island 12 es administrada y mantenida por el Departamento de Transporte de Rhode Island por sus siglas en inglés RIDOT.

## Cruces
La Ruta de Rhode Island 12 es atravesada principalmente por la Ruta 2     en Cranston.